# Frýdlant nad Ostravicí
Frýdlant nad Ostravicí (tjekkisk udtale: [ˈfriːdlant ˈnat ostravɪtsiː]; tysk: Friedland (an der Ostrawitza)) er en by i distriktet Frýdek-Místek i regionen Mähren-Schlesien i Tjekkiet med omkring 9.900 indbyggere.

## Inddeling
Frýdlant nad Ostravicí består af tre bydele og landsbyer: Frýdlant, Lubno og Nová Ves.

## Geografi
Frýdlant nad Ostravicí ligger omkring 8 kilometer syd for Frýdek-Místek og 23 km syd for Ostrava. Det meste af byen ligger i de Mährisk-Schlesiske forbjerge; den sydlige del af kommunen strækker sig ind i de Mährisk-Schlesiske Beskider. Det højeste punkt er en konturlinje 730 m over havets overflade.
Byen ligger ved floden Ostravice, ved dens sammenløb med Čeladenka-strømmen. Den venstre bred af Ostravice med selve byen ligger i det historiske land Mähren, mens den højre bred med landsbyerne Lubno og Nová Ves ligger i det tjekkiske Schlesien.

## Historie
Den første skriftlige omtale af Frýdlant er fra 1395. Byen blev grundlagt i anden halvdel af det 14. århundrede under tyske den tyske kolonisering i middelalderen. Den blev etableret som en købstad, der skulle være det lokale centrum for handel og kunsthåndværk. I 1402 blev Frýdlant solgt af herrer af Kravaře til hertug Przemyslaus 1. Noszak og sluttet sig til hertugdømmet Cieszyn. Frýdlant befandt sig i periferien, mistede sin position og blev en ren landsby. Økonomien blev også ramt af hussitkrigene.
I det 16. århundrede blev Frýdlant solgt til Olomouc bispedømmet og blev en del af Hukvaldy-godset. Det var drivkraften til genudvikling af håndværk. I 1625 modtog landsbyen forskellige privilegier fra biskoppen Franz von Dietrichstein . Under Trediveårskrigen led Frýdlant under hyppige hærpassager.
Mellem 1646 og 1648 blev de første hammermøller bygget, og Frýdland blev efterhånden et centrum for jernværker. Landsbyen senere kendt som Nová Ves blev grundlagt nær hammermøllerne i 1647. I 1675 blev der bygget højovne. Takket være udviklingen af jernværket og den velstående papirfabrik, forfremmede Maria Theresa i 1775 landsbyen til købstad igen.
Jernbanen blev bygget i 1871. Store brande i 1886 og 1890 skadede købstaden alvorligt. I 1948 blev Frýdland forfremmet til en by.